# Тихо Браге
Ти́хо Бра́ге (дан. Tyge Ottesen Brahe, скорочено Tycho Brahe; 14 грудня 1546, Кнутструп, Данія — 24 жовтня 1601, Прага) — данський астроном, найбільш відомий своїми безпрецедентно точними астрономічними спостереженнями, які пізніше Йоганн Кеплер використав для виведення своїх законів руху планет. Точність спостережень Тихо Браге була перевершена тільки після винайдення телескопа. За життя також був відомий як астролог і алхімік.
У 1572 році Тихо помітив нову зорю, що надихнуло його на заняття астрономією. Наступні п'ятнадцять років (1576—1591) він створював все точніші астрономічні інструменти. Король Данії Фредерік II надав Тихо маєток на острові Вен і гроші на будівництво першої великої обсерваторії в християнській Європі — Ураніборга. Безпрецедентна дослідницька програма Тихо перетворила астрономію на першу сучасну науку та допомогла розпочати наукову революцію.
Намагаючись поєднати переваги геліоцентризму Коперника і геоцентризму Птолемея, він розробив власну систему, в якій Сонце обертається навколо Землі, а решта планет обертаються навколо Сонця. В трактаті «Про нову зорю» (1573), він точними вимірюваннями показав, що нова зоря знаходилась принаймні за орбітою Місяця, і тим спростував арістотелівську віру в незмінність надмісячного світу.
У 1597 році новий король Кристіан IV змусив Тихо покинути Данію. Його запросили до Праги, де він став офіційним імперським астрономом і побудував обсерваторію в Бенатки над Єзерою. В останній рік життя помічником Тихо був Йоганн Кеплер, який після смерті Тихо продовжив використовувати його дані для своїх розрахунків руху планет.

## Біографія

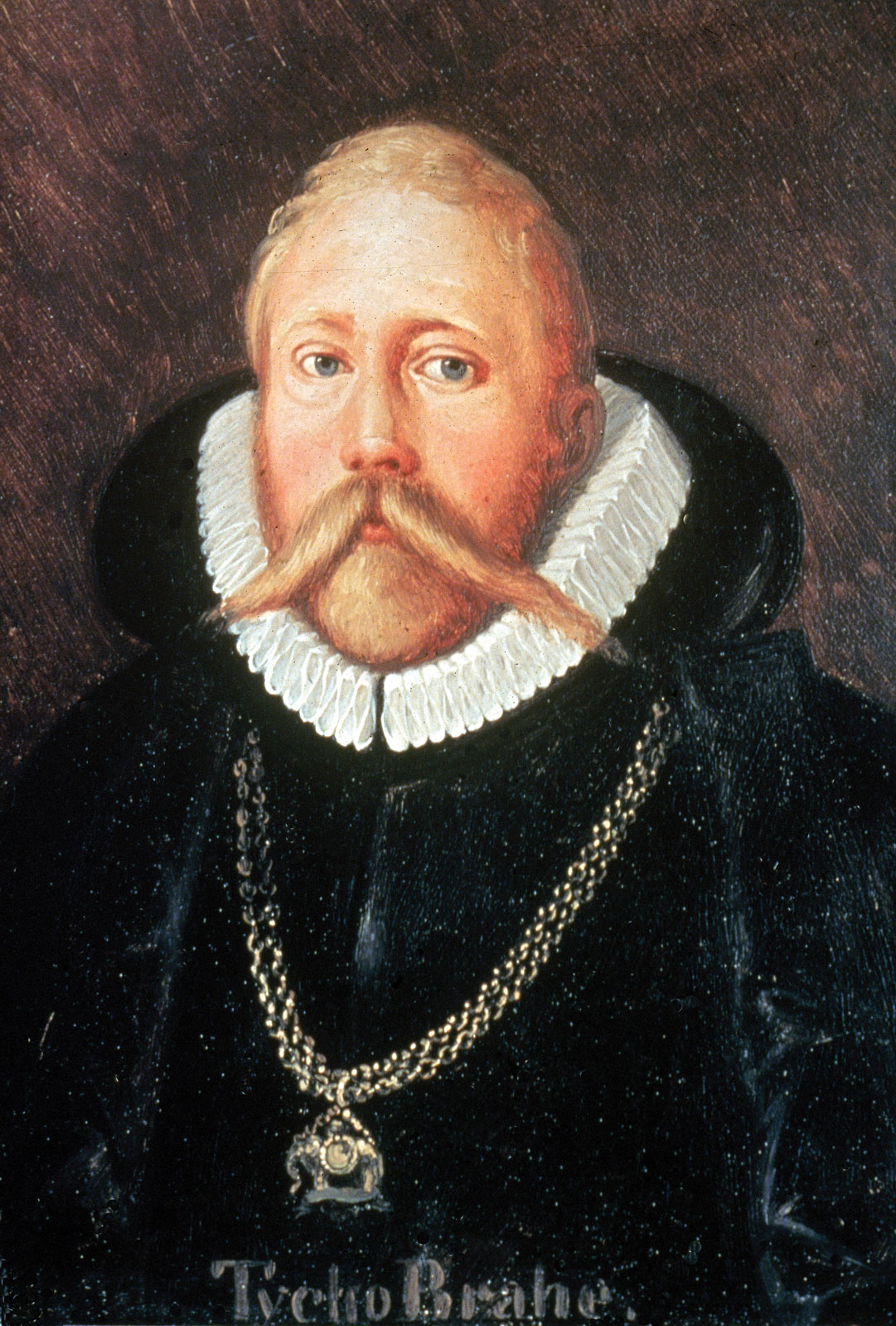
Портрет Тихо Браге роботи Едуарда Ендера

### Походження
Тихо Браге був спадкоємцем кількох найвпливовіших дворянських родин Данії. Він безпосередньо походив із родин Браге та Білле, також мав предків з родин Руд, Тролле, Ульфстанд і Розенкранц. Обидва його діди та всі його прадіди були членами Таємної ради датського короля. Його дід і тезка по батьківській лінії, Тіге Браге, був володарем замку Тостеруп у Сканії та загинув у бою під час облоги Мальме 1523 року під час воєн Лютеранської Реформації. Його дід по материнській лінії, Клаус Білле, володар замку Богус і троюрідний брат шведського короля Густава I Вази, брав участь у Стокгольмській кривавій лазні на боці датського короля проти шведської знаті. Батько Тихо, Отте Браге, королівський таємний радник (як і його власний батько), одружився з Беатою Білле, впливовою фігурою при датському дворі, яка мала кілька королівських земельних титулів. Батьки Тихо поховані під підлогою церкви Кегерод, за чотири кілометри на схід від замку Кнутсторп.

### Ранні роки
Тихо народився 14 грудня 1546 року в родинному замку Кнутсторп, близько 8 км на північ від Свалева в області Сконе, яка тоді належала Данії (а зараз Швеції). Він був найстаршим із 12 братів і сестер, 8 з яких дожили до повноліття, включаючи Стена Браге та Софію Браге. Його брат-близнюк помер, не доживши до хрещення. Пізніше Тихо написав оду латинською мовою своєму мертвому близнюку.
Коли йому було всього два роки, Тихо забрали на виховання його дядько Йорген Тігесен Браге та його дружина Інгер Оксе, які були бездітними. Він ріс в маєтку Йоргена Браге в Тостерупі та в Транекері на острові Лангеланд, потім у замку Несбіговед біля Оденсе, а пізніше знову в замку Нюкебінг на острові Фальстер. Пізніше Тихо писав, що Йорген Браге «виростив мене і щедро забезпечував мене протягом свого життя аж до мого вісімнадцятиріччя; він завжди ставився до мене як до власного сина і зробив мене своїм спадкоємцем».
Від 6 до 12 років Тихо відвідував латинську школу, ймовірно, в Нюкебінгу. У 12 років, 19 квітня 1559 року, Тихо почав навчання в Копенгагенському університеті. За бажанням свого дядька він вивчав право, але також вивчав і ряд інших предметів, й особливо захопився астрономією. В університеті Аристотель розглядався як один з основних наукових авторитетів, і Тихо, ймовірно, отримав ґрунтовну підготовку з арістотелівської фізики та космології. Тихо бачив сонячне затемнення 21 серпня 1560 року і був дуже вражений тим фактом, що воно було передбачено, хоча прогноз і помилився на один день. Він зрозумів, що точніші спостереження будуть ключем до точніших прогнозів. Він придбав ефемериди та книги з астрономії, зокрема «Про сферу світу» Йоганна Сакробоско, «Космографію, або опис усього світу» Петера Апіана і «Про всі вид трикутників» Реґіомонтана.
Однак Йорген Тігесен Браге хотів, щоб Тихо, здобувши освіту, став державним службовцем, і на початку 1562 року відправив його в навчальну подорож Європою. Наставником 15-річного Тихо був 19-річний Андерс Соренсен Ведель, якого Тихо зрештою переконав дозволити йому займатися астрономією під час подорожі. Ведель і його учень покинули Копенгаген у лютому 1562 року. 24 березня вони прибули до Лейпцига, де вступили до лютеранського Лейпцизького університету. У 1563 році Тихо спостерігав близьке з'єднання планет Юпітера і Сатурна і помітив, що таблиці Коперника і Птолемея, використані для передбачення з'єднання, були неточними. Це привело його до розуміння того, що прогрес в астрономії вимагає систематичних спостережень з використанням найточніших доступних інструментів. Він почав вести докладні журнали всіх своїх астрономічних спостережень. У цей період він поєднував вивчення астрономії з астрологією, складаючи гороскопи для різних відомих особистостей.
Коли Тихо та Ведель повернулися з Лейпцига в 1565 році, Данія була у стані війни зі Швецією, і Йорген Браге, віце-адмірал датського флоту, став національним героєм за участь у затопленні шведського військового корабля «Марс» під час Першої битви за Еланд (1564). Невдовзі після прибуття Тихо до Данії Йорген Браге зазнав поразки в битві 4 червня 1565 року та незабаром після цього помер від хвороби, яка перебігала з гарячкою. Кажуть, він отримав пневмонію після ночі пиятики з датським королем Фредеріком II, коли король впав у воду в Копенгагенському каналі, а Браге стрибнув за ним. Майно Браге перейшло до його дружини Інгер Оксе, яка ставилася до Тихо з особливою прихильністю.

### Ніс Тихо
У 1566 році Тихо пішов вчитися в Ростоцький університет. Там він навчався з професорами медицини у знаменитій медичній школі університету та зацікавився медичною алхімією та фітотерапією. 29 грудня 1566 року у віці 20 років Тихо втратив частину свого носа в дуелі на шпагах проти свого троюрідного брата Мандерупа Парсберга. 10 грудня на вечірці з нагоди заручин у домі професора Лукаса Бахмайстера вони випили й посварилися стосовно того, хто найкращий математик. 29 грудня кузени розв'язали свою суперечку дуеллю в темряві. Хоча пізніше вони помирилися, під час дуелі Тихо втратив перенісся й отримав широкий шрам на лобі. В університеті він отримав найкращу можливу на той час медичну допомогу й до кінця життя носив протез. Він кріпив його за допомогою пасти або клею. За деякими згадками протез був зроблений зі срібла та золота. Але хімічний аналіз невеликого зразка кістки носа Тихо після ексгумації 2010 року показав, що насправді протез був зроблений з латуні. Протези із золота та срібла носили переважно для особливих випадків, а не в повсякденному житті.

### Співпраця з Кеплером
У Празі Тихо тісно співпрацював зі своїм помічником Йоганном Кеплером. Кеплер був переконаним прихильником Коперника та вважав тихонічну систему помилковою та виведеною з простої інверсії положень Сонця та Землі в моделі Коперника. Разом вони працювали над новим каталогом зір, заснованим на точних вимірюваннях положень зір Тихо Браге — пізніше цей каталог став відомий як «Рудольфові таблиці». При дворі в Празі також перебував математик Ніколаус Реймерс (Урсус), з яким Тихо раніше листувався і який, як і Тихо, розробив свою геогеліоцентричну планетарну модель, яку Тихо вважав плагіатом з його власної. Раніше Кеплер високо відгукувався про Урсуса, але тепер опинився в проблемному становищі, бо як співробітник Тихо він мусив захищати свого роботодавця від звинувачень Урсуса, хоч і не погоджувався з обома їхніми моделями. У 1600 році Кеплер закінчив трактат «Захист Тихо проти Урса». Кеплер дуже поважав методи Тихо та точність його спостережень і вважав його новим Гіппархом, який заклав основу для відновлення астрономічної науки.

### Хвороба і смерть
Тихо раптово захворів після відвідування бенкету в Празі і помер через одинадцять днів, 24 жовтня 1601 року, у віці 54 років. За спогадами Кеплера, Тихо відмовився залишити бенкет, щоб піти в туалет, оскільки це було б порушенням етикету. Після повернувся додому, він міг виділяти сечу тільки в дуже малих кількостях і з нестерпним болем. Увечері перед смертю він страждав від марення, під час якого вигукував, що він сподівається, що не живе даремно. Перед смертю він закликав Кеплера закінчити «Рудольфові таблиці» та висловив надію, що він зробить це, прийнявши власну планетну систему Тихо, а не систему Коперника. Повідомлялося, що Тихо написав власну епітафію: «Він жив як мудрець і помер як дурень».Сучасні лікарі вважають, що смерть Тихо, швидше за все, була спричинена або розривом сечового міхура, або гіперплазією передміхурової залози, або гострим простатитом, або раком простати, що призвело до затримки сечі та уремії.
У 1990-ті роки висувалися припущення, що Тихо міг померти від отруєння ртуттю, і одним з підозрюваних називали навіть Йоганна Кеплера. У 2010 році група чеських і датських науковців з дозволу міської влади Праги провела ексгумацію і дослідження останків Тихо й не виявила в них ртуті в будь-якій небезпечній кількості, виключивши отруєння ртуттю з числа можливих причин смерті.Тихо похований у Костелі Божої Матері перед Тином на Староміській площі, біля Празьких курантів.

## Кар'єра

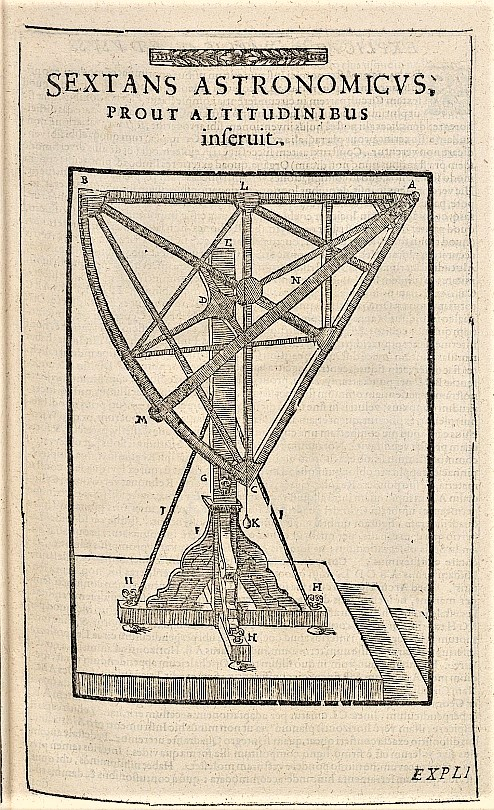
Ілюстрація секстанта Браге з його зоряного каталогу Astronomiae instauratae mechanica

### Спостережна астрономія
Тихо Браге прагнув надзвичайної точності у своїх астрономічних спостереженнях, і це стало головною метою його життя. Він був останнім великим астрономом, який проводив дослідження без телескопа — незабаром після нього Галілео Галілей та інші почали використовувати цей новий інструмент для вивчення зоряного неба. Оскільки людське око має обмежені можливості для точного вимірювання положення небесних тіл, Тихо вирішив покращити наявні астрономічні інструменти — секстант і квадрант. Він створив їхні значно більші версії, що дало змогу отримувати точніші дані про розташування планет і зір. Під час роботи він помітив, що навіть слабкий вітер або незначні коливання будівель можуть впливати на результати спостережень. Щоб усунути ці проблеми, він почав встановлювати свої вимірювальні прилади під землею, міцно закріплюючи їх на твердих скельних породах. Це дозволяло звести до мінімуму будь-які похибки, спричинені рухами конструкцій або атмосферними явищами.
Спостереження Тихо Браге за зорями та планетами вирізнялися не лише високою точністю, а й величезним обсягом зібраних даних. Його вимірювання були настільки точними, що похибка становила лише близько однієї кутової мінути (1′), що для того часу було надзвичайним досягненням. Жоден інший астроном до нього чи серед його сучасників не міг досягти такої точності. Для порівняння, його результати були приблизно вп’ятеро точнішими, ніж дані, зібрані іншим відомим спостерігачем — Вільгельмом Гессенським. Саме завдяки цим ретельним спостереженням майбутні астрономи, зокрема Йоганн Кеплер, змогли сформулювати фундаментальні закони руху планет.
Тихо Браге прагнув досягти надзвичайної точності у своїх спостереженнях, встановивши для себе амбітну мету — визначати положення небесних тіл з похибкою не більше однієї кутової мінути (1′). Він навіть стверджував, що досяг такого рівня точності. Однак подальший аналіз його даних показав, що в багатьох випадках похибка була дещо більшою. У його фінальному опублікованому каталозі середня похибка становила близько 1,5′, тобто приблизно половина його спостережень була точнішою за цей рівень, а інша половина — менш точною. Якщо ж розглядати окремі координати небесних тіл, то середня похибка в кожній координаті складала близько 2′. Попри ці відхилення, спостереження Тихо залишалися найточнішими в добу до винайдення телескопа, що зробило їх безцінними для наступних поколінь астрономів, зокрема для Йоганна Кеплера.
Хоча Тихо Браге здійснив надзвичайно точні для свого часу спостереження зоряних координат (похибка його вимірювань варіювалася від 32,3 до 48,8 кутових секунд), його опублікований каталог містив систематичні помилки, які в деяких випадках сягали 3 кутових хвилин. Ці похибки були спричинені кількома факторами. По-перше, Тихо Браге використовував застаріле значення паралаксу — ефекту, при якому положення зорі здається зміненим через рух Землі навколо Сонця. Це призводило до неточностей у визначенні координат. По-друге, він не врахував рефракцію біля полярної зорі. Рефракція — це заломлення світла в земній атмосфері, яке зміщує видиме положення небесних тіл, особливо поблизу горизонту чи полюсів. Попри ці похибки, спостереження Тихо Браге залишалися найточнішими до епохи телескопічної астрономії і стали основою для відкриттів Йоганна Кеплера.
Тихо Браге вніс значний вклад у вирішення проблеми атмосферної рефракції, яка впливає на точність спостережень космічних об'єктів. Це явище змінює положення небесних тіл на небі через заломлення світла в атмосфері Землі. Однією з основних інновацій Браге стало те, що він розробив і опублікував перші таблиці для систематичного коригування цієї помилки, що дозволило зменшити вплив рефракції на спостереження. Проте таблиці Тихо мали важливі обмеження. Вони не враховували рефракцію для Сонця вище 45° висоти над горизонтом, що ставало значущим для спостережень в денний час. Також таблиці не коригували рефракцію для зір, що знаходяться вище 20° висоти, що суттєво обмежувало точність спостережень за небесними тілами на високих висотах у небі. Це обмеження в точності залишалося важливим для астрономії того часу.

### Інструменти
Багато з спостережень та відкриттів Тихо Браге були зроблені за допомогою інструментів, більшість з яких він сам розробив. Спочатку процес створення та вдосконалення цих пристроїв був досить випадковим, але з часом він став основою для точності та успіху його астрономічних досліджень. Ще під час навчання в Лейпцигу Тихо винайшов один із перших таких інструментів. Спостерігаючи за зорями, він усвідомив, що йому потрібен кращий спосіб не лише фіксувати спостереження, але й точно вимірювати кути та записувати детальні описи. Саме тоді він став піонером у використанні спеціальних інструментів для астрономічних спостережень, що значно покращило точність та ефективність його роботи, а також дозволило зібрати безпрецедентну кількість даних.
Інновації Тихо Браге в галузі астрономічних інструментів не припинилися після його навчання. Коли він отримав доступ до свого спадку, він одразу розпочав роботу над вдосконаленням інструментів, замінивши старі моделі, які використовував під час навчання. Одним із його досягнень стало створення квадранта діаметром 39 см, який був значно точнішим за попередні моделі. До цього інструменту Тихо додав новий тип прицілу, який він назвав піннацидія, або "світлові різці". Цей інноваційний приціл дозволяв досягти значно більшої точності при спостереженнях, допомагаючи Тихо отримувати більш точні дані про положення зір і планет. Завдяки таким вдосконаленням його спостереження стали одними з найточніших для того часу.
Інструменти, розроблені Тихо Браге, часто створювались для конкретних спостережень або важливих астрономічних подій. Одним із таких випадків став 1577 рік, коли Тихо почав будівництво своєї обсерваторії, яку згодом назвали Ураніборг. Це сталося після того, як була помічена комета, що рухалась через небо. Для спостереження за цією кометою Тихо використовував один із своїх найвідоміших інструментів — бронзовий азимутальний квадрант, діаметром 65 см. Цей великий інструмент був побудований або в 1576, або в 1577 році і дозволяв Тихо точно визначати положення комети та інших небесних тіл на небі. Використання таких інструментів стало важливим кроком до досягнення безпрецедентної точності у спостереженнях Тихо Браге.

### Тихонічна система
Тихо Браге захоплювався ідеями Миколи Коперника, і навіть був першим, хто викладав його геліоцентричну теорію в Данії. Тихо Браге критикував спостереження, які базувалася на моделі Коперника, вказуючи на їхню неточність. В результаті, він запропонував свою власну модель — гео-геліоцентричну систему, яка поєднувала елементи геоцентризму Птолемея та геліоцентризму Коперника. За цією моделлю, Земля залишалася в центрі всесвіту, і Місяць разом з Сонцем оберталися навколо Землі, тоді як інші планети оберталися навколо Сонця. Ця система мала ряд переваг: вона була здатна пояснити спостережувані явища з більшою точністю і задовольняла астрономів, які не могли повністю прийняти коперніківську модель. Таким чином, Тихо запропонував компроміс, який дав можливість задовольнити наукові вимоги того часу та не викликати радикальних змін у традиційних уявленнях.

Тихонічна система, оточена сферою нерухомих зір. Місяць і Сонце зображені на орбітах Землі, а п'ять планет — на орбітах Сонця.

Система Тихо Браге здобула популярність після 1616 року, коли Католицька церква офіційно оголосила геліоцентричну модель Коперніка суперечливою з християнськими віруваннями і філософією. Тому її дозволялося обговорювати лише як математичну модель, а не як реальну картину Всесвіту. В цей час система Тихо отримала більше прихильників, оскільки вона поєднувала аспекти традиційного геоцентризму з більш точними астрономічними спостереженнями. Цей підхід дозволив Тихо створити більш реалістичну модель руху планет, що мала значно менше абстрактних уявлень. Незважаючи на переваги його системи, Йоган Кеплер та інші астрономи, що підтримували геліоцентризм, безуспішно намагалися переконати Тихо прийняти модель Коперніка. Тихо вважав ідею рухомої Землі неприйнятною, стверджуючи, що це порушує не тільки фізичні закони, а й авторитет Святого Письма, яке для нього було основним джерелом істини. Тому він залишався відданим своїй гео-геліоцентричній моделі, що поєднувала спостереження та традиційні погляди того часу.

### Місячна теорія
Тихо Браге зробив значний внесок у вивчення руху Місяця, виявивши важливі нерівності в його орбітальному русі. Одним із його ключових відкриттів була зміна довготи Місяця, яка стала третьою за величиною нерівністю після рівняння центра та евекції. Крім того, він з'ясував, що нахил місячної орбіти до екліптики не є постійним, як вважалося раніше (близько 5°), а змінюється більш ніж на чверть градуса.
Це відкриття супроводжувалося ще одним важливим спостереженням — коливанням довготи місячного вузла, що вказувало на складні гравітаційні збурення у русі Місяця. Загалом, завдяки спостереженням Тихо кількість відомих відхилень у русі Місяця подвоїлася, а розбіжності між теорією і спостереженнями зменшилися приблизно у п’ять разів. Його теорія місячного руху була опублікована вже після його смерті Йоганном Кеплером у 1602 році. Згодом ці результати стали основою для "Рудольфових таблиць", створених Кеплером у 1627 році, які залишалися найточнішими астрономічними таблицями свого часу.

### Подальший розвиток астрономії

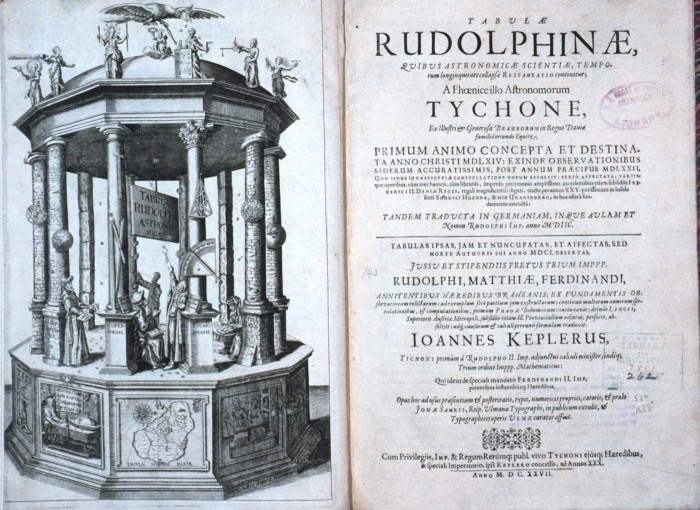
Йоганн Кеплер опублікував «Рудольфінські таблиці», що містять зоряний каталог і таблиці планет на основі вимірювань Тихо.

Спостереження Тихо Браге за рухом Марса відіграли ключову роль у відкриттях Йоганна Кеплера. Використовуючи ці надзвичайно точні дані, Кеплер сформулював свої знамениті три закони руху планет, які стали основою небесної механіки. Завдяки цим законам він зміг створити "Рудольфові таблиці" — найточніші астрономічні таблиці свого часу. Вони суттєво покращили розрахунки положень планет і зір, що зробило астрономічні передбачення значно надійнішими. Крім того, ці таблиці стали переконливим аргументом на користь геліоцентричної моделі Сонячної системи, оскільки вони підтвердили, що планети рухаються навколо Сонця еліптичними орбітами, а не колами, як вважалося раніше.
Попри те, що геліоцентрична модель Сонячної системи поступово набувала визнання, система Тихо Браге мала прихильників протягом усього XVII століття, а в деяких регіонах залишалася популярною навіть у XVIII столітті. Французький астроном Жан-Батист Морен, який рішуче заперечував геліоцентризм, намагався вдосконалити модель Тихо. Він запропонував варіант цієї системи з еліптичними орбітами, використовуючи дані з Рудольфових таблиць. Його праця була опублікована у 1650 році.
Після рішення 1633 року у справі Галілея та заборони вчення Коперника, з’явилася велика кількість наукових праць, особливо серед єзуїтів, які підтримували модель Тихо як компромісний варіант. Один із її прихильників, Ігнас Пардьє, у 1691 році писав, що вона все ще є найпоширенішою серед астрономів. Навіть у 1728 році астроном Франческо Бланкіні повторював цю думку, свідчачи, що система Тихо продовжувала залишатися впливовою ще довго після його смерті.
Стійкість системи Тихо Браге, особливо в католицьких країнах, пояснюється тим, що вона дозволяла знайти «безпечне поєднання давнього та сучасного», що відповідало католицьким поглядам на будову всесвіту. Це дозволяло вченим уникнути прямого конфлікту з релігійною доктриною, яка не приймала геліоцентризм, при цьому надаючи науковцям нову теоретичну основу для астрономічних спостережень. Однак, з часом, навіть багато єзуїтів, які традиційно підтримували систему Тихо, почали схилятися до геліоцентризму, хоча й висловлювали це обережно. Після 1670 року поступове визнання геліоцентричної теорії стало очевидним у ряді країн. У Німеччині, Нідерландах та Англії система Тихо Браге фактично зникла з наукової літератури значно раніше, під впливом нових відкриттів та поглиблених астрономічних досліджень, що сприяли поступовому переходу до геліоцентризму.
Відкриття Джеймса Бредлі зоряної аберації у 1729 році стало важливим етапом у розвитку астрономії, оскільки воно надало прямий доказ, що повністю спростовував геоцентричні моделі, зокрема систему Тихо Браге. Зоряна аберація — це явище, коли спостережувані положення зір змінюються через рух Землі по орбіті навколо Сонця в поєднанні з кінцевою швидкістю світла. Це явище можна було пояснити лише за умови, що Земля обертається навколо Сонця. Бредлі помітив, що зорі, насправді, не знаходяться в абсолютному спокої, а їхні положення змінюються внаслідок руху Землі. Тільки за допомогою геліоцентричної моделі можна було вірно описати такі спостереження: рух Землі навколо Сонця і кінцева швидкість світла змінюють напрямок, під яким ми бачимо небесні тіла. Таким чином, це відкриття остаточно підтвердило рух Землі в рамках Сонячної системи і ще більше підкреслило недосконалість геоцентричних теорій.

### Робота в галузі медицини, алхімії та астрології
Тихо Браге дійсно мав широкі інтереси, і його діяльність була не тільки в межах астрономії. Він був зацікавлений у медицини та алхімії, і багато його ідей і підходів були пов'язані з працями знаменитих мислителів, таких як швейцарський лікар Парацельс. Парацельс вірив у зв'язок між небесними тілами і фізичним станом людини, і ця ідея мала великий вплив на Тихо. Тихо Браге поєднав емпіричні дослідження та природничі науки з релігійними та астрологічними поглядами. Наприклад, він використовував свої знання трав у саду в Ураніборзі для створення лікарських засобів. Його рецепти включали різноманітні трави, що використовувалися для лікування хвороб, які перебігали з  гарячкою та чуми. Багато з цих трав'яних препаратів залишалися популярними в медичних колах до кінця 19 століття, що свідчить про їхню ефективність, яку визнавали навіть у наступні епохи. Це також відображає його прагнення застосувати науковий підхід не лише до астрономії, але й до медицини, що було досить прогресивним для того часу.

## Спадщина

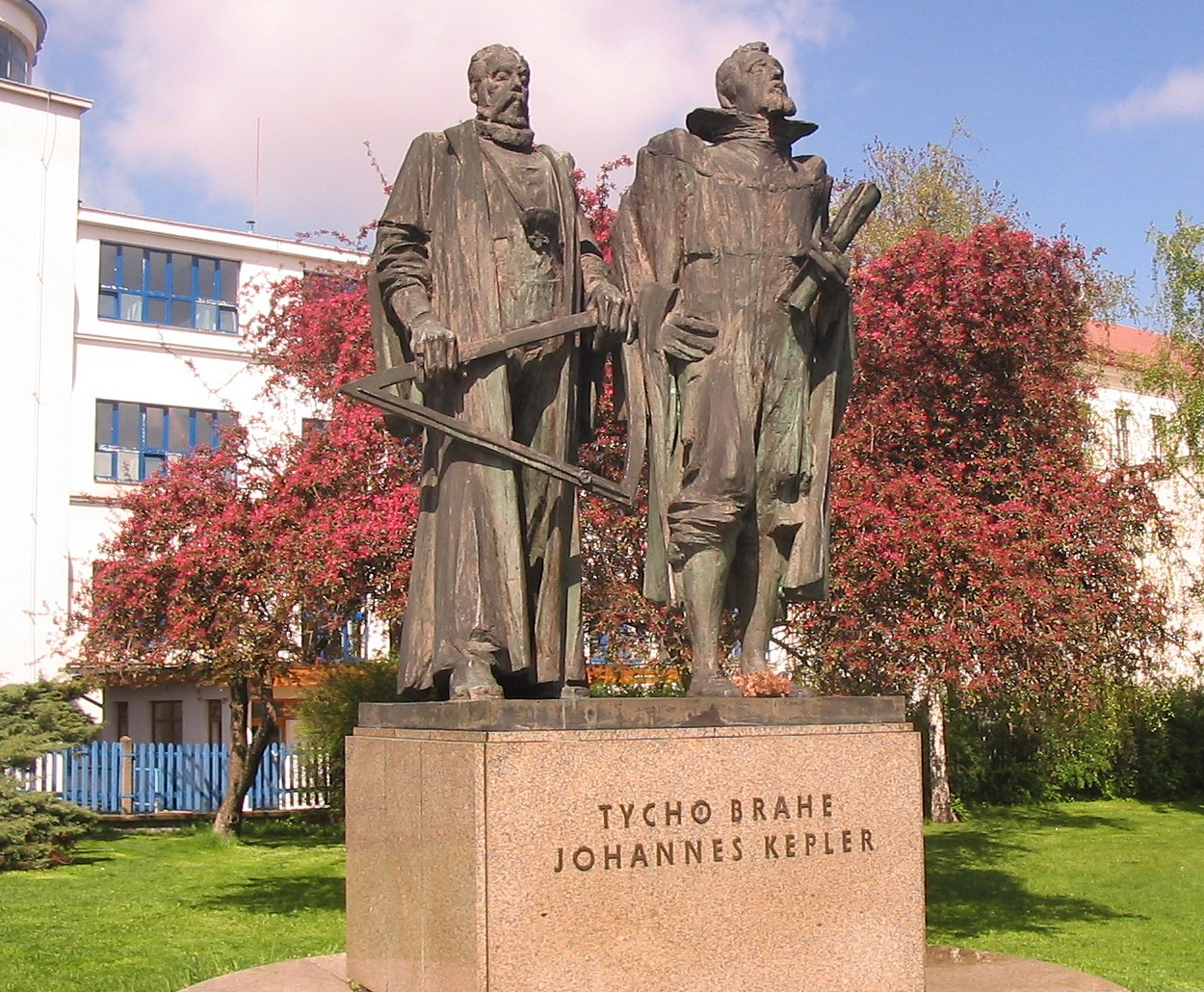
Пам'ятник Тихо Браге та Йоганну Кеплеру в Празі, Чехія

Попри те, що планетарна модель Тихо Браге швидко втратила популярність, його астрономічні спостереження мали величезне значення для розвитку науки. У 1654 році французький філософ і астроном П'єр Ґассенді написав першу повноцінну біографію Тихо Браге. Це була не тільки перша детальна розповідь про життя Тихо, а й перша справжня біографія будь-якого вченого в історії. Однак історик науки Гельге Краг вважає, що цей образ Тихо як чистого емпірика є спрощеним. Він пояснює, що Ґассенді, будучи противником аристотелізму та картезіанства, зобразив Тихо в такому світлі, щоб підкреслити його роль у розвитку точних наук. Насправді ж Тихо був не тільки астрономом-спостерігачем, а й мислителем, який прагнув узгодити свої відкриття з традиційними уявленнями про Всесвіт. Згодом, у 1779 році, Тихо де Гоффманн описав життя Браге у своїй праці про історію родини Браге. А в 1913 році астроном Джон Людвіг Еміль Дреєр видав зібрання творів Тихо, що значно розширило можливості для подальших досліджень його спадщини. Раніше дослідники часто зосереджували увагу на слабких місцях астрономічної моделі Тихо Браге. Його нерідко зображали як містика, який не бажав прийняти геліоцентричну систему Коперника, хоча його спостереження допомогли Кеплеру сформулювати закони руху планет. Особливо у данській історіографії Тихо часто критикували, називаючи його посереднім ученим або навіть зрадником, оскільки він залишив Данію. Це могло бути пов’язано з тим, що король Крістіан IV, який відіграв важливу роль у національній історії, вважався більш значущою фігурою.
У другій половині XX століття науковці почали переосмислювати значення Тихо Браге для розвитку науки. Дослідники, зокрема Оуен Ґінґеріч, Роберт Вестман, Віктор Торен, Джон Крістіансон і Доріс Геллман, приділили особливу увагу його внеску в астрономію. Їхні дослідження показали, що Тихо, хоча й цікавився ідеями Коперника, не міг повністю прийняти геліоцентричну модель, оскільки вона суперечила тогочасним фізичним уявленням, які він вважав беззаперечними. Зокрема, він не міг погодитися з ідеєю руху Землі, оскільки вона суперечила принципам арістотелівської фізики, яка тоді ще залишалася основою наукового світогляду. Таким чином, сучасні вчені розглядають Тихо не як консервативного противника Коперника, а як мислителя, який намагався поєднати нові астрономічні відкриття зі старими науковими традиціями.
Премія Тихо Браге, заснована у 2008 році, щорічно присуджується Європейським астрономічним товариством. Її вручають за видатний внесок у розробку або використання європейських астрономічних інструментів, а також за великі наукові відкриття, зроблені переважно завдяки таким інструментам.

### Культурна спадщина

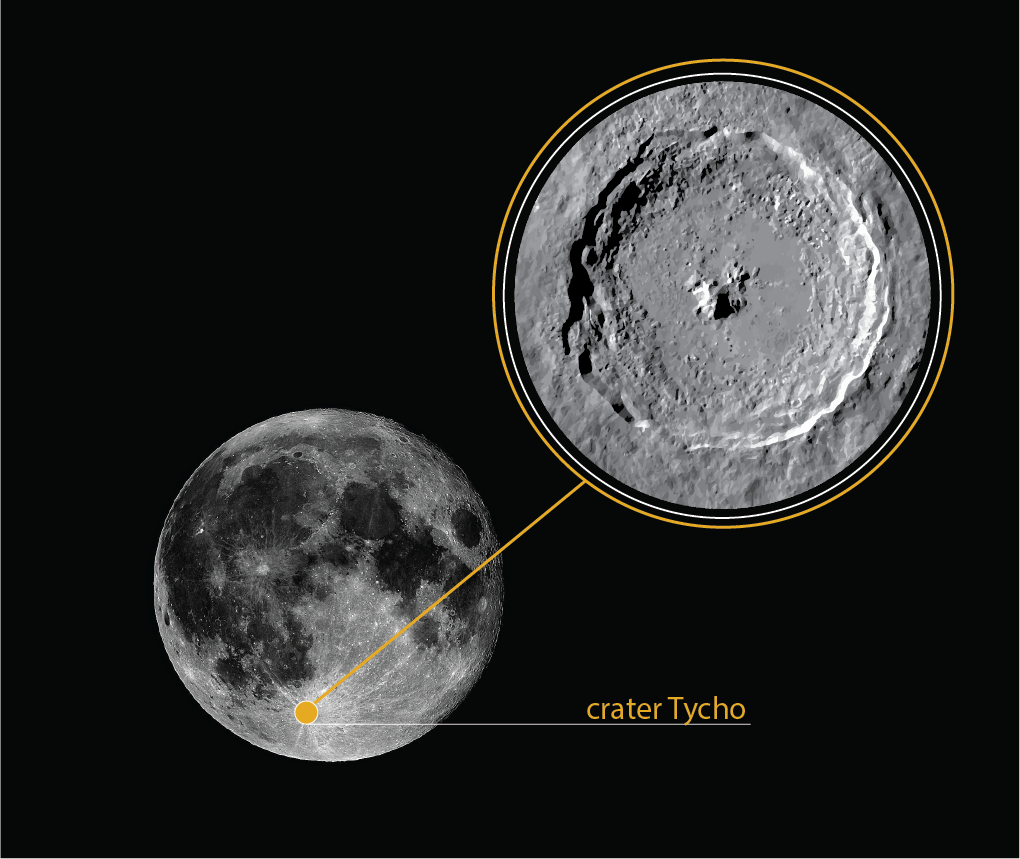
Тихо — 85-кілометровий ударний кратер на Місяці, в південній частині видимої півкулі.

Відкриття Тихо Браге нової зорі стало важливою подією в астрономії і надихнуло Едгара Аллана По на написання вірша "Аль Аарааф". У 1998 році журнал Sky & Telescope опублікував статтю, написану Дональдом Олсоном, Мерілінн Олсон та Расселом Дошером, в якій вони припустили, що зоря, яку Тихо Браге спостерігав як надрнову, могла бути тією самою зорею, яку згадує Шекспір у своїй п'єсі Гамлет як "зорю, що на захід від полюса". Ця гіпотеза розглядає можливість того, що описана Шекспіром зоря могла бути тією самою, що стала відомою завдяки відкриттю Тихо Браге.
Місячний кратер Тихо носить ім'я цього видатного астронома, як і кратер Тихо Браге на Марсі та мала планета 1677 Тихо Браге в поясі астероїдів. Також яскрава супернова SN 1572 відома як Нова Тихо, планетарій Тихо Браге в Копенгагені також був названий на його честь. Крім того, існує рід пальм Brahea, який також має своє походження від імені Тихо Браге